# Saint-Marc-du-Cor
Saint-Marc-du-Cor är en kommun i departementet Loir-et-Cher i regionen Centre-Val de Loire i de centrala delarna av Frankrike. Kommunen ligger i kantonen Mondoubleau som tillhör arrondissementet Vendôme. År 2022 hade Saint-Marc-du-Cor 183 invånare.

## Befolkningsutveckling
Antalet invånare i kommunen Saint-Marc-du-Cor
| Referens: INSEE |